# Tercer estat

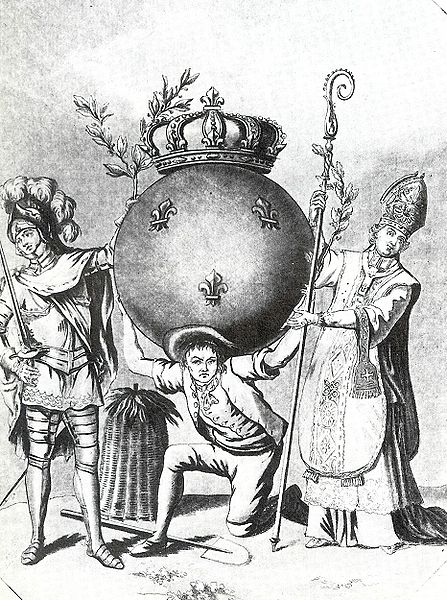
El tercer estat en una representació francesa de l'any 1789, carregant el pes amb flors de lliri, que representen la casa reial.

El tercer estament és un dels tres estaments bàsics de la societat pròpia del feudalisme i de l'Antic Règim. Es compon de la població mancada dels privilegis dels quals gaudien el clergat i la noblesa, per tant pot ser també considerat equivalent al grup de no privilegiats o de pecheros (els que, particularment a Castella, estaven subjectes al pagament d'impostos). També es pot denominar estat pla, poble menut o poble a seques, plebs (per similitud a la divisió de la societat romana entre patricis i plebeus), o populatxo.

## Composició
Els sectors que componien el tercer estament eren dos:
- La pagesia: la immensa majoria de la població, sotmès comunament a servitud o al règim senyorial
- La burgesia: els habitants de les ciutats, teòricament lliures, de la qual formaven part:
  - Artesans de cada ofici, organitzats en gremi sobre confraries.
  - Comerciants sobretot mercaders, que també s'organitzaven de forma similar en guildes o hanses que organitzaven diverses ciutats, i es reunien periòdicament a les fires
  - La plebs urbana o gent pobra de la ciutat

Segons el nivell econòmic hi podia haver grans diferències de riquesa entre els membres del tercer estat, tant en la pagesia (entre els rics pagesos que poden ser propietaris o més comunament arrendataris de grans explotacions i els jornalers que no tenien ni tan sols els seus propis útils de conreu) com en la burgesia, que es solia subdividir en alta burgesia i baixa burgesia (o popolo grosso i popolo minut a les ciutats italianes). Els membres més rics del tercer estat eren molt més poderosos econòmicament que la baixa noblesa (els gentilhomes a Castella) o el baix clergat, però no tenen ni poder polític ni prestigi social equivalent.

## Representació
Els parlaments, estats generals o talls de diferents països europeus en la Baixa Edat Mitjana van mantenir la representació política del tercer estat. Tot i ser el sector majoritari no tenien drets i estaven supeditats a les decisions del monarca i de la resta d'estaments. La relació entre tercer estat i monarquies autoritàries que es formen a partir de la crisi feudal ha estat objecte de debat historiogràfic, en el sentit de si es van recolzar mútuament o la monarquia va operar més bé com superestructura dels interessos privilegiats.
En els regnes cristians de la península Ibèrica, la representació política del Tercer Estat en les corts es limitava a les ciutats amb vot en Corts (disset en les Corts de Castella i Lleó), i dins d'elles al patriciat urbà que les controlava, en moltes ocasions membres de la noblesa o burgesos ennoblits. La funció principal era la concessió i repartiment dels impostos, atès que les ciutats lliures són el principal component del reialenc (terres subjectes a la jurisdicció del rei, i la resta senyoriu laic o eclesiàstic), comportant- les ciutats com un senyoriu col·lectiu sobre el territori que depenia d'elles (terra o alfoz). Els estaments privilegiats van deixar de ser convocats a talls, que en l'Edat Moderna van quedar reduïdes tan sols als procuradors de les ciutats. En els regnes de la Corona d'Aragó, en què la monarquia estava sotmesa a un règim pactista, les corts tenien moltes més atribucions i poder efectiu, fins a la seva supressió en el segle xviii. Les escasses convocatòries que es produeixen en aquest segle seran conjuntes. Les Corts de Cadis de 1812 responen ja a una dinàmica revolucionària que obre l'edat contemporània.

## El Tercer Estat i la Revolució
Segons Sieyès, en el seu pamflet previ a la Revolució Francesa (' Qu'est-ce que le tiers état?  1789) la burgesia o tercer estat és el cos viu de la nació amb el qual, en definir la sobirania nacional es sobreentén que aquesta s'ha d'exercir sense complexos per la burgesia (revolució burgesa).